# Françoise de Mailly
Françoise de Mailly (* 30. August 1688; † 11. September 1742 in Versailles), durch ihre zweite Ehe Duchesse de Mazarin, war von 1731 bis 1742 die Dame d’atours der Königin Maria Leszczyńska.

## Leben
Françoise de Mailly war die Tochter von Louis de Mailly (1662–1699) und Anne-Marie-Françoise de Sainte-Hermine; ihr Bruder Louis Alexandre, Comte de Mailly et de Rubempré, war ab 1726 mit ihrer Kusine Louise Julie de Mailly-Nesle verheiratet, die ab 1732 Mätresse des Königs Ludwig XV. war, ihre Schwestern waren Louise Françoise de Mailly, Marquise de Listenois, und Françoise de Mailly, Vicomtesse de Polignac.
Am 12. Juni 1700, also bereits vor ihrem zwölften Geburtstag, wurde sie per Ehevertrag mit Louis Phélypeaux (1672–1725), Marquis de La Vrillière, verheiratet – gegen ihren Willen, wie Saint-Simon in seinen Mémoiren berichtet. Ihr erstes Kind wurde am 25. November 1702 geboren, da war Françoise de Mailly gerade 14 Jahre alt, weitere folgten 1704 und 1705, das letzte 1708, dem Jahr, in dem sie 20 wurde (siehe unten).
Sie hatte zahlreiche Liebhaber, darunter lange Zeit den Marquis de Nangis (1682–1742), und war auch eine der vielen Mätressen des Regenten Philippe d’Orléans (1674–1723). Sie wird auch als einer der Frauen genannt, die 1724 ausgewählt wurde, den 14-jährigen König, dessen Heirat mit Maria Leszczyńska bevorstand, (theoretisch und praktisch) über Sex zu informieren. Ob der König dieses Angebot tatsächlich annahm oder es ablehnte, ist unklar, behauptet wurde beides.
Der Marquis de La Vrilliére starb am 7. September 1725. Knapp sechs Jahre später, am 14. Juni 1731, schloss sie mit Paul Jules de La Porte (1666–1731), Duc de Rethel-Mazarini et de La Meilleraye, Pair de France, ihre zweite Ehe, blieb aber bereits nach drei Monaten erneut als Witwe zurück – jetzt allerdings als Herzogin. Einen Monat vor dem Tod des Duc de Rethel-Mazarini, am 19. August 1731, wurde sie zur Dame d’atours der Königin ernannt, nachdem ihre Mutter zu ihren Gunsten zurückgetreten war.
Die Duchesse de Mazarin wurde – neben Marie Brulart de La Borde, die 1735 Première dame d’honneur wurde – eine der engsten Freundinnen der Königin. Sie führte ihre Kinder am Hof ein, darunter die Comtesse de Maurepas, die in den Kreis der Königin aufgenommen wurde, und den Comte de Saint-Florentin, der Secrétaire d’État wurde. Sie führte auch ihre Verwandten Hortense und Marie-Anne de Mailly-Nesle, die jüngsten der fünf Nesle-Schwestern, die bei ihr wohnten, am Hof ein. Aus Loyalität zur Königin lehnte sie die Stellung deren ältesten Schwester Louise Julie de Mailly-Nesle als Mätresse des Königs ab und beteiligte sich an einem Komplott, das darauf abzielte, die Stellung Louise Julies zu untergraben, um ihre Schwester Marie Anne de Mailly-Nesle als Mätresse am Hof einzusetzen. Die Duchesse de Mazarin erlebte den Erfolg des Komplotts nicht mehr, sie starb am 10. September 1742, bevor Louise Julie im November entlassen und im Dezember durch Marie Anne ersetzt wurde.

## Nachkommen
Die Kinder aus ihrer ersten Ehe waren:
- Anne Marie (alias Hélène, * 25. November 1702; † April 1716)
- Marie Jeanne (* Juni 1704; † 1793); ⚭ 29. März 1718 Jean-Frédéric Phélypeaux de Pontchartrain (* 9. Juli 1701; † 21. November 1781), Comte de Maurepas, 1723–1749 Secrétaire d’État à la Marine, 1774– 1781 leitender Staatsminister
- Louis III. (* 18. August 1705; † 27. Februar 1777), Marquis und 1770 Duc de La Vrillière, Comte de Saint-Florentin, Ministre d’État und Secrétaire d’État; ⚭ 10. Mai 1724 Amélie Ernestine (* 1701; † 10. Mai 1767), Comtesse de Platen, Tochter von Graf Ernst August von Platen-Hallermund und Sophia Caroline Eva Antoinette von Offen (Platen (pommersches Adelsgeschlecht))
- Louise Françoise (* 1708; † 3. März 1737); ⚭ 21. Mai 1722 Louis Robert Hippolyte de Bréhan, Comte de Plélo (* 28. März 1699; X 27. Mai 1734) – die Eltern von Louise-Félicité de Brehan de Plélo (1726–1796), die 1740 Emmanuel-Armand de Vignerot du Plessis de Richelieu, Duc d’Aiguillon (1720–1788) heiratete, den späteren Außenminister Ludwigs XVI.